# Jonathan Marchessault
Jonathan Marchessault (* 27. prosince 1990 Québec) je kanadský profesionální hokejový útočník, který v současné době hraje za Nashville Predators v National Hockey League.

## Osobní život
S manželkou Alexandrou má čtyři děti, tři syny a jednu dceru. Rodina pobývá ve městě Summerlin v jižní Nevadě.

## Individuální úspěchy
- Conn Smythe Trophy – 2022/23

## Týmové úspěchy
- 2. místo na MS 2019
- Stanley Cup – 2022/23

## Prvenství
- Debut v NHL – 31. ledna 2013 (Columbus Blue Jackets proti St. Louis Blues)
- První gól v NHL – 11. dubna 2015 (Tampa Bay Lightning proti Boston Bruins, finskému brankáři Tuukka Rask)
- První asistence v NHL – 25. listopadu 2015 (Tampa Bay Lightning proti Los Angeles Kings)
- První hattrick v NHL – 25. března 2017 (Florida Panthers proti Chicago Blackhawks)

## Klubová statistika
| Sezóna      | Klub                  | Soutěž      |     | Základní část | Základní část | Základní část | Základní část | Základní část |    | Play off | Play off | Play off | Play off | Play off |
| Sezóna      | Klub                  | Soutěž      | Z   | G             | A             | B             | TM            | Z             | G  | A        | B        | TM       |          |          |
| 2007–08     | Quebec Remparts       | QMJHL       | 56  | 10            | 10            | 20            | 18            | 11            | 1  | 0        | 1        | 6        |          |          |
| 2008–09     | Quebec Remparts       | QMJHL       | 62  | 18            | 35            | 53            | 75            | 14            | 2  | 4        | 6        | 10       |          |          |
| 2009–10     | Quebec Remparts       | QMJHL       | 68  | 30            | 41            | 71            | 54            | 9             | 3  | 11       | 14       | 14       |          |          |
| 2010–11     | Quebec Remparts       | QMJHL       | 68  | 40            | 55            | 95            | 41            | 18            | 11 | 22       | 33       | 12       |          |          |
| 2011–12     | Connecticut Whale     | AHL         | 76  | 24            | 40            | 64            | 50            | 9             | 4  | 0        | 4        | 26       |          |          |
| 2012–13     | Springfield Falcons   | AHL         | 74  | 21            | 46            | 67            | 65            | 8             | 0  | 3        | 3        | 8        |          |          |
| 2012–13     | Columbus Blue Jackets | NHL         | 2   | 0             | 0             | 0             | 0             | —             | —  | —        | —        | —        |          |          |
| 2013–14     | Springfield Falcons   | AHL         | 56  | 14            | 27            | 41            | 51            | —             | —  | —        | —        | —        |          |          |
| 2013–14     | Syracuse Crunch       | AHL         | 21  | 9             | 6             | 15            | 8             | —             | —  | —        | —        | —        |          |          |
| 2014–15     | Syracuse Crunch       | AHL         | 68  | 24            | 43            | 67            | 38            | 3             | 0  | 0        | 0        | 0        |          |          |
| 2014–15     | Tampa Bay Lightning   | NHL         | 2   | 1             | 0             | 1             | 0             | 2             | 0  | 0        | 0        | 0        |          |          |
| 2015–16     | Syracuse Crunch       | AHL         | 11  | 6             | 3             | 9             | 6             | —             | —  | —        | —        | —        |          |          |
| 2015–16     | Tampa Bay Lightning   | NHL         | 45  | 7             | 11            | 18            | 17            | 5             | 0  | 1        | 1        | 6        |          |          |
| 2016–17     | Florida Panthers      | NHL         | 75  | 30            | 21            | 51            | 38            | —             | —  | —        | —        | —        |          |          |
| 2017–18     | Vegas Golden Knights  | NHL         | 77  | 27            | 48            | 75            | 40            | 20            | 8  | 13       | 21       | 10       |          |          |
| 2018–19     | Vegas Golden Knights  | NHL         | 82  | 25            | 34            | 59            | 52            | 7             | 4  | 2        | 6        | 6        |          |          |
| 2019–20     | Vegas Golden Knights  | NHL         | 66  | 22            | 25            | 47            | 28            | 20            | 3  | 7        | 10       | 16       |          |          |
| 2020–21     | Vegas Golden Knights  | NHL         | 55  | 18            | 26            | 44            | 39            | 19            | 6  | 3        | 9        | 12       |          |          |
| 2021–22     | Vegas Golden Knights  | NHL         | 76  | 30            | 36            | 66            | 36            | —             | —  | —        | —        | —        |          |          |
| 2022–23     | Vegas Golden Knights  | NHL         | 76  | 28            | 29            | 57            | 21            | 22            | 13 | 12       | 25       | 14       |          |          |
| 2023–24     | Vegas Golden Knights  | NHL         | 82  | 42            | 27            | 69            | 40            | 7             | 2  | 2        | 4        | 2        |          |          |
| AHL celkově | AHL celkově           | AHL celkově | 306 | 98            | 165           | 263           | 218           | 20            | 4  | 3        | 7        | 34       |          |          |
| NHL celkově | NHL celkově           | NHL celkově | 638 | 230           | 257           | 487           | 311           | 102           | 36 | 40       | 76       | 66       |          |          |

## Reprezentace
| Rok     | Tým     | Soutěž  | Z  | G | A | B  | TM |
| ------- | ------- | ------- | -- | - | - | -- | -- |
| 2019    | Kanada  | MS      | 10 | 3 | 7 | 10 | 8  |
| Celkově | Celkově | Celkově | 10 | 3 | 7 | 10 | 8  |